# 42. vestlige længdekreds
Den 42. vestlige længdekreds (eller 42 grader vestlig længde) er en længdekreds, der ligger 42 grader vest for nulmeridianen. Den løber gennem Ishavet, Grønland, Atlanterhavet, Sydamerika, det Sydlige Ishav og Antarktis.